# Nguyễn Nhân Thiếp
Nguyễn Nhân Thiếp (1452 - 1507) là đại thần nhà Lê sơ trong lịch sử Việt Nam.

## Sự nghiệp
Nguyễn Nhân Thiếp người xã Kim Đôi huyện Võ Giàng, nay là Kim Đôi - Kim Chân - TP Bắc Ninh - tỉnh Bắc Ninh.
Từ nhỏ Nguyễn Nhân Thiếp đã thông minh ham học. Năm 1466 đời Lê Thánh Tông, ông cùng anh là Nguyễn Nhân Bỉ đỗ đồng tiến sĩ khi mới 15 tuổi. Sau đó ông được cử làm tri huyện lập thạch.
Năm 1467 khi mới 16 tuổi, ông lại thi đỗ Hoành từ, được vào làm việc ở Bí thư giám.
Sang thời Lê Hiến Tông (1498-1504), ông làm Học sĩ đông các kiêm Tế tửu Quốc Tử Giám. Tài văn chương của ông được vua Hiến Tông và người đương thời coi trọng.
Sau đó Nguyễn Nhân Thiếp làm tới chức Thượng thư bộ Lại. Ông mất năm Đinh Mão 1507, tháng 01, ngày Bính Thân 22.

## Gia quyến
Gia đình ông có nhiều người đỗ đạt và làm quan. Anh ông là tiến sĩ Nguyễn Xung Xác (Nguyễn Nhân Bồng), tiến sĩ Nguyễn Nhân Bỉ (Nguyễn Hoằng Thạc) và em ông là tiến sĩ Nguyễn Nhân Dư, tiến sĩ Nguyễn Nhân Đạc cùng làm quan trong triều đình nhà Lê.
Con cháu của ông: tiến sĩ Nguyễn Hoành Khoản, Bảng nhãn Nguyễn Nhân Huân, tiến sĩ Nguyễn Nhân Kính, tiến sĩ Nguyễn Nhân Lượng.